# Jimmy Savile
James Wilson Vincent Savile, dit Jimmy Savile, né le 31 octobre 1926 à Leeds (Angleterre) et mort dans la même ville le 29 octobre 2011, est un DJ, présentateur de télévision, philanthrope et pédocriminel britannique.
Il a entre autres, sur la BBC, présenté l'émission de télévision Jim'll Fix It, et a été le premier et le dernier présentateur de l'émission de variétés Top of the Pops. Il a utilisé sa notoriété pour lever des fonds destinés à des œuvres charitables pour un montant estimé à 40 millions de livres et fut pour cela décoré de l'ordre pro Merito Melitensi,.
En 2012, il a été accusé de centaines d'agressions sexuelles commises sur des personnes de tous âges et sexes, sur les lieux mêmes de son travail, à la BBC, ainsi que dans divers établissements scolaires et hospitaliers où il était donateur. La police a reconnu que Jimmy Savile était un prédateur sexuel et qu'il était peut-être même un des pires agresseurs sexuels que le Royaume-Uni ait jamais connus, avec une activité étendue sur une soixantaine d'années,,,,,.

## Biographie

### Carrière

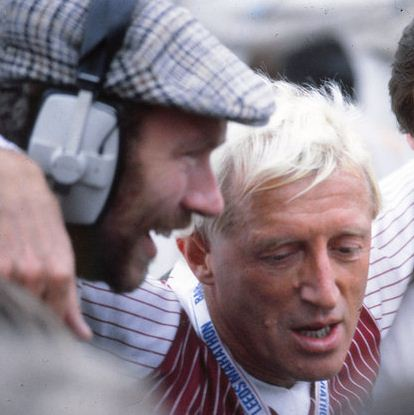
Savile au marathon de Leeds en 1982.

Jimmy Savile commence sa carrière comme DJ (animateur) à Radio Luxembourg en anglais, de 1958 à 1967. Il anime l'émission Teen and Twenty Disc Club (TTDC) sur Radio Luxembourg. Pour une modique somme, les auditeurs reçoivent un bracelet gravé d'un disque au nom de l'émission.
En 1969, il rejoint BBC Radio 1, où il présente Savile's Travels, une émission diffusée tous les dimanches dans laquelle il parcourt la Grande-Bretagne à la rencontre du public. De 1969 à 1973, il anime Speakeasy, une émission de discussion pour les adolescents. Sur Radio 1, il présente le Jimmy Savile's Old Record Club, passant les anciens titres du Top 10. C'est la première émission qui diffuse des anciens titres. Commencée en 1973, elle s'arrête en 1987, au moment où il quitte Radio 1 : il y a alors passé presque 19 ans.
De 1975 à 1994, il présente sur la BBC Jim'll Fix It (en), une émission dans laquelle lui et son équipe s'emploient à réaliser les rêves des spectateurs, principalement des enfants. 
Personnage fantasque, s'habillant de façon un peu excentrique, fumant constamment le cigare, il roule en Rolls-Royce,.
Très actif en tant que philanthrope, il soutient de nombreux centres de soin, notamment l'hôpital de Stoke Mandeville, et soulève près de 40 millions de livres sterling pour des causes humanitaires. Jusqu'à sa mort en 2011, il demeure l'une des célébrités médiatiques les plus populaires et familières du Royaume-Uni.
Anobli par la reine Elisabeth II pour ses activités philanthropiques, il devient « Sir James Savile ». Il croise les princes de la Couronne et rencontre le pape Jean-Paul II.

### Accusations de prédation sexuelle et de pédocriminalité
En 2007, la police interroge Jimmy Savile à propos d'une agression remontant aux années 1970 mais  le dossier est classé sans suite.
En mars 2008, Savile entame des démarches judiciaires contre le journal The Sun qui l'aurait, de manière erronée selon lui, lié à l'affaire de l'orphelinat de Jersey du Haut de la Garenne. Savile a tout d'abord nié être allé au Haut de la Garenne, mais a admis plus tard l'avoir fait, après publication d'une photographie le montrant à l'orphelinat entouré d'enfants. La police de Jersey affirme qu'en 2008, les accusations d'abus sexuels à l'encontre de Savile ont fait l'objet d'une enquête mais n'ont pas révélé d'éléments suffisants pour l'inculper. Après sa mort et les nombreuses accusations d'abus sexuels à son encontre venant de plusieurs centaines de personnes, on relève des pensionnaires des Haut de la Garenne,. 
En 2011, la BBC réalise un reportage sur le présentateur-vedette, où le côté sombre de ce dernier apparaît au grand jour mais la chaîne publique décide finalement de ne pas le diffuser.
Un an après sa mort, le documentaire L'Autre Visage de Jimmy Savile, diffusé sur la chaîne de télévision ITV, fait l'effet d'une bombe auprès du public en révèlant au monde le prédateur sexuel d'adolescentes que Jimmy Savile fut dans les années 1960 et 1970. À ce moment-là, cinq femmes ont témoigné sur ce qu'elles avaient subi alors qu'elles étaient jeunes adolescentes, soit des viols et des abus sexuels perpétrés par Jimmy Savile dans les loges de la BBC, dans sa Rolls Royce, dans des hôtels, ou encore un pensionnat,... On estime à environ trois cents le nombre des victimes potentielles de Savile, dont certaines très jeunes (8 ans) au moment des faits,,,.
Le scandale au Royaume-Uni prend de l'ampleur quand plus de cinq cents victimes de tous âges sont recensées. Les faits, très graves, se seraient produits notamment dans les hôpitaux qu'il finançait ou des instituts où il était bénévole,. À sa suite, le directeur général de la BBC George Entwistle est contraint de démissionner, fin de 2012.
En 2015, un rapport d'enquête révèle qu'à l’hôpital de Stoke Mandeville, qui bénéficiait comme les autres de ses largesses pécuniaires, « Jimmy Savile aurait abusé sexuellement d’au moins 63 patients » ; si des faits ont été dénoncés dès 1972 et notamment dans un rapport, ils n'ont pas été pris au sérieux. « Dans un établissement de Leeds également le présentateur aurait abusé de 33 patients, hommes et femmes, âgés de 5 à 75 ans ». 
Un rapport d’une enquête interne de la BBC publié en février 2016 « éclaire les raisons pour lesquelles Jimmy Savile, ... a pu avoir des agissements pédophiles impunément toute sa vie. Il l’attribue à la culture de « vénération » et de « peur » qui règne vis-à-vis des célébrités à la BBC ».
L'affaire Savile a également servi de catalyseur pour donner lieu à de nouvelles demandes d'enquête concernant l'affaire de pédocriminalité en Galles du nord, ne pouvant par contre pas lui être associée.
Savile aurait été très lié au député Cyril Smith, selon une des victimes de Smith, qui a également été impliqué dans des affaires de mœurs. Son ancien chauffeur, David Smith, est retrouvé mort chez lui, le 28 octobre 2013, le jour où il devait comparaître devant la justice pour une série de viols. Il semble qu'il se soit suicidé.

## Distinctions et postérité

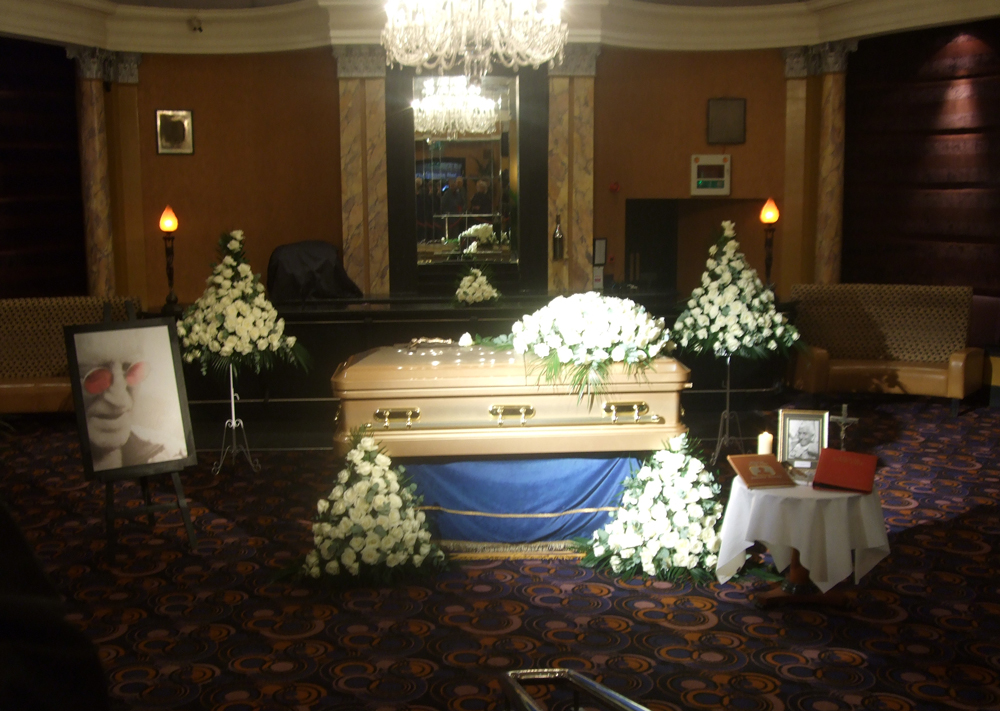
Cercueil de Jimmy Savile exposé au Queen's Hotel à Leeds, devant lequel le public s'est recueilli, le 8 novembre 2011.

Personnage iconique, Jimmy Savile a été très aimé et récompensé de son vivant. Sa mort est saluée avec une grande émotion en Grande-Bretagne et donne lieu à des funérailles en grande pompe, quasi nationales à Leeds, sa ville natale.

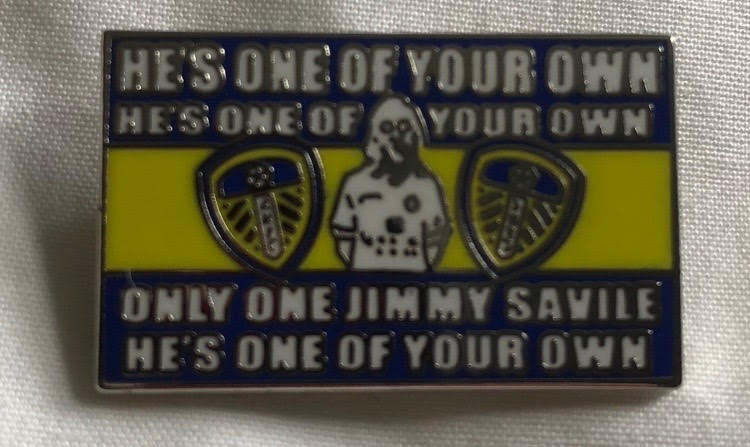
Badge présentant un chant de football adressé par les fans de Millwall aux supporters de Leeds United à propos de Jimmy Savile, né à Leeds.

Dans les jours qui suivirent la révélation de l'étendue des abus sexuels, il y a eu une réaction sans précédent pour effacer toute référence publique. De nombreuses distinctions honorifiques lui ont été retirées, que ce soit des médailles ou ses titres honorifiques, tels que honorary doctor of Laws (titre honoris causa de docteur en droit). Certaines récompenses, telles que l'ordre de Saint-Grégoire-le-Grand ou l'ordre de l'Empire britannique, ne peuvent être retirées malgré les protestations, étant donné que la radiation posthume n'existe pas et que l'appartenance à ces ordres prend fin avec la mort du membre. Tout ce qui rendait hommage à l'animateur, dont des toponymes, a été effacé. Sa statue a été retirée à Glasgow en Écosse. Sa pierre tombale, à Scarborough, portant l'épitaphe « C'était bon tant que ça durait », a été détruite sur décision de sa famille. Les associations caritatives portant son nom se sont dissoutes.

## Documentaires
- 1990 : « Sir James Savile » dans This is Your Life par Brian Klein, Terry Yarwood et Norman Giller[29].
- 2012 : The Other Side of Jimmy Savile (L'Autre Visage de Jimmy Savile) sur ITV[30].
- 2022 : Jimmy Savile : Un cauchemar britannique, Netflix

## Dans la culture populaire
- The Toy Dolls, chanson When You're Jimmy Savile sur l'album Absurd-ditties de 1993.
- Dans 28 Ans plus tard, le personnage principal, Spike, est sauvé d'une horde d'infectés par les « Jimmies », un gang violent mené par le mystérieux Jimmy et dont tous les membres sont habillés comme Saville. Les personnages réapparaitront dans la suite, 28 Years Later: The Bone Temple, dont la sortie est prévue pour 2026.

### Documentaires télévisés
- Ces crimes qui ont choqué le monde sur Numéro 23, RMC Découverte et Investigation
- « Jimmy Savile » dans Jimmy Savile un cauchemar britannique sur Netflix